# Бхаруч
21°42′00″ пн. ш. 72°58′00″ сх. д. / 21.7° пн. ш. 72.966666666667° сх. д.
Бха́руч (англ. Bharuch, гудж. ભરૂચ) — місто в індійському штаті Гуджарат, великий морський порт і адміністративний центр округу Бхаруч.

## Географія та клімат
Розташоване на берегах річки Нармада, за 71 км на південний захід від Вадодари і за 96 км на північ від Сурата. Середня висота міста над рівнем моря — 14 метрів.
Місто належить до зони тропічного клімату із сухою зимою та дощовим літом. Клімат Бхаруча значно пом'якшений завдяки близькості Аравійського моря. Найспекотніші місяці — квітень та травень, температури нерідко перевищують 40 °C. Сезон дощів триває з кінця червня до кінця вересня, за цей час випадає близько 800 мм опадів. Середній максимум під час сезону дощів становить 32 °C. У жовтні та листопаді, із закінченням сезону дощів, температури знову підвищуються. Зима триває з грудня до лютого і має середню температуру близько 23 °C.
| Клімат Бхаруча          | Клімат Бхаруча | Клімат Бхаруча | Клімат Бхаруча | Клімат Бхаруча | Клімат Бхаруча | Клімат Бхаруча | Клімат Бхаруча | Клімат Бхаруча | Клімат Бхаруча | Клімат Бхаруча | Клімат Бхаруча | Клімат Бхаруча | Клімат Бхаруча |
| Показник                | Січ.           | Лют.           | Бер.           | Квіт.          | Трав.          | Черв.          | Лип.           | Серп.          | Вер.           | Жовт.          | Лист.          | Груд.          | Рік            |
| Середній максимум, °C   | 28,9           | 30,5           | 34             | 36,1           | 36,7           | 34,3           | 31             | 30,1           | 31,5           | 34,1           | 32,2           | 29,7           | 32,4           |
| Середня температура, °C | 21             | 22,5           | 26,3           | 29,2           | 30,9           | 29,9           | 27,8           | 27             | 27,3           | 27,8           | 24,9           | 22,1           | 26,4           |
| Середній мінімум, °C    | 13,1           | 14,5           | 18,7           | 22,3           | 25,1           | 25,6           | 24,5           | 23,9           | 23,2           | 21,5           | 17,7           | 14,5           | 20,4           |
| Норма опадів, мм        | 0.3            | 0.9            | 0.9            | 0.2            | 6.6            | 189.5          | 392.4          | 217.9          | 175.6          | 28.3           | 11.9           | 1.3            | 1025.8         |
| ----------------------- | -------------- | -------------- | -------------- | -------------- | -------------- | -------------- | -------------- | -------------- | -------------- | -------------- | -------------- | -------------- | -------------- |
| Джерело: Weatherbase    |                |                |                |                |                |                |                |                |                |                |                |                |                |

## Населення
За даними всеіндійського перепису 2001 року, в місті проживало 148 391 особа, з яких чоловіки становили близько 52 %, а жінки — відповідно 48 %. Рівень грамотності дорослого населення становив 78 % (при загальноіндійському показнику 59,5 %). Рівень грамотності серед чоловіків становив 82 %, серед жінок — 73 %. 10 % населення було молодше 6 років. Релігійний склад мешканців міста — індуїсти (близько 70 %) та мусульмани (27 %). Офіційні мови — гуджараті та англійська.
За даними перепису 2011 населення Бхаруча становило 168 729 осіб; населення міста з урахуванням передмість даними цього ж перепису становило 224 210 осіб.

## Економіка та транспорт
Бхаруч — великий промисловий центр Гуджарату. Тут є підприємства з виробництва хімічних добрив, фарб, барвників, бавовни, текстилю, молочних продуктів та ін.
Місто поєднане з Делі та Бомбеєм національним шосе № 8. Є залізничне сполучення. Найближчі аеропорти розташовані у Вадодарі та Сураті.